# I Know You're Married But I've Got Feelings Too
I Know You're Married But I've Got Feelings Too är den kanadensiska singer/songwritern Martha Wainwrights andra studioalbum, släppt 14 maj 2008 i Sverige.

## Låtlista
Samtliga låtar skrivna av Martha Wainwright, om inte annat anges.
1. "Bleeding All Over You" – 3:45
2. "You Cheated Me" – 3:15
3. "Jesus & Mary" – 3:41
4. "Comin' Tonight" – 3:17
5. "Tower Song" – 3:28
6. "Hearts Club Band" – 4:21
7. "So Many Friends" – 3:25
8. "In the Middle of the Night" – 4:44
9. "The George Song" – 3:36
10. "Niger River" – 3:52
11. "Jimi" – 5:24
12. "See Emily Play" (Syd Barrett) – 2:18
13. "I Wish I Were" – 4:19
14. "Love is a Stranger" (Annie Lennox, David A. Stewart) – 3:41

### Bonusspår
1. "Car Song" – 3:07 (Itunes)